# Alajuela (provins)
Alajuela er en provins i Costa Rica. Den ligger i den nordlige del af landet, og grænser op til Nicaragua og provinserne Heredia, San José, Puntarenas og Guanacaste. Provinsens administrationscentrum er byen Alajuela. Provinsen har et areal på 9 757,53 km² og et indbyggertal på 848 146 (2011).
Provinsen Alajuela er inddelt i 15 kantoner.